# Evan Bruinsma
Evan Bruinsma (New Era, 9 settembre 1992) è un cestista statunitense.

## Palmarès
- Campionato olandese: 1

Donar Groningen: 2017-18
- Campionato ungherese: 2

Falco Szombathely: 2018-2019, 2020-2021
- Coppa d'Olanda: 1

Donar Groningen: 2018
- Coppa d'Ungheria: 1

Falco Szombathely: 2021